# Сутиван
Сутиван (хорв. Sutivan) — населений пункт і громада в Сплітсько-Далматинській жупанії Хорватії.

## Населення
Населення громади за даними перепису 2011 року становило 822 осіб.
Динаміка чисельності населення громади:

## Клімат
Середня річна температура становить 16,27 °C, середня максимальна – 28,76 °C, а середня мінімальна – 4,19 °C. Середня річна кількість опадів – 764 мм.
| Клімат поселення                              | Клімат поселення | Клімат поселення | Клімат поселення | Клімат поселення | Клімат поселення | Клімат поселення | Клімат поселення | Клімат поселення | Клімат поселення | Клімат поселення | Клімат поселення | Клімат поселення | Клімат поселення |
| Показник                                      | Січ.             | Лют.             | Бер.             | Квіт.            | Трав.            | Черв.            | Лип.             | Серп.            | Вер.             | Жовт.            | Лист.            | Груд.            |                  |
| Середній максимум, °C                         | 12,47            | 12,56            | 14,86            | 18,06            | 23,06            | 26,93            | 28,76            | 28,61            | 24,36            | 20,03            | 15,50            | 12,57            |                  |
| Середня температура, °C                       | 8,33             | 8,41             | 10,71            | 13,93            | 18,93            | 22,79            | 25,80            | 25,67            | 21,41            | 17,09            | 12,51            | 9,64             |                  |
| Середній мінімум, °C                          | 4,19             | 4,29             | 6,60             | 9,80             | 14,79            | 18,64            | 22,86            | 22,73            | 18,49            | 14,16            | 9,60             | 6,71             |                  |
| Норма опадів, мм                              | 71               | 59               | 66               | 62               | 53               | 43               | 28               | 45               | 66               | 83               | 100              | 88               |                  |
| Середньомісячна швидкість вітру, м/с          | 3.34             | 3.57             | 3.67             | 3.39             | 2.97             | 2.70             | 2.80             | 2.60             | 2.90             | 3.04             | 3.77             | 3.67             |                  |
| Середньомісячна сонячна радіація, кДж/м²·день | 5587             | 8327             | 12014            | 16672            | 20661            | 23545            | 25151            | 21951            | 16277            | 10558            | 6058             | 4725             |                  |
| --------------------------------------------- | ---------------- | ---------------- | ---------------- | ---------------- | ---------------- | ---------------- | ---------------- | ---------------- | ---------------- | ---------------- | ---------------- | ---------------- | ---------------- |
| Джерело:                                      |                  |                  |                  |                  |                  |                  |                  |                  |                  |                  |                  |                  |                  |